# Martine Clozel
Martine Clozel (* 27. Dezember 1955) ist Wissenschaftlerin, Unternehmerin und Mitgründerin der Pharmaunternehmen Actelion und Idorsia.

## Karriere
1997 gründete sie mit ihrem Mann Jean-Paul Clozel Actelion. Das Pharmaunternehmen wurde 2017 für 30 Milliarden Dollar an den amerikanischen Pharmazie- und Konsumgüterhersteller Johnson & Johnson verkauft. Martine Clozel gründete 2017 das Pharmaunternehmen Idorsia und waltet seither als Forschungschefin. Sie gehört zu den erfolgreichsten Gründerinnen der Schweiz.
2022 erhielt sie mit ihrem Mann die Ehrendoktorwürde der Philosophisch-Naturwissenschaftlichen Fakultät der Universität Basel.